# Virgil D. Parris
Virgil Delphini Parris (ur. 18 lutego 1807 w Buckfield, zm. 13 czerwca 1874 w Paris) – amerykański polityk, członek Partii Demokratycznej.

## Działalność polityczna
Od 1832 do 1837 zasiadał w Izbie Reprezentantów Maine. W okresie od 29 maja 1838 do 3 marca 1841 przez dwie kadencje był przedstawicielem 5. okręgu wyborczego w stanie Maine w Izbie Reprezentantów Stanów Zjednoczonych. Od 1842 do 1843 zasiadał w Senacie Maine.
Jego kuzynem był Albion Parris.